# Epigynopteryx nigricola
Epigynopteryx nigricola là một loài bướm đêm trong họ Geometridae.